# Das Gesicht
Das Gesicht (Originaltitel: Ansiktet) ist ein in Schwarzweiß gedrehtes schwedisches Filmdrama von Ingmar Bergman aus dem Jahr 1958.

## Handlung
Dr. Vogler ist mit seiner Frau Manda, die sich als der jugendliche Assistent Aman verkleidet, seiner Großmutter, dem redseligen Tubal und dem Kutscher Simson im Schweden des Jahres 1846 als „Magnetisches Heiltheater“ im Lande unterwegs. Der an sich schon schweigsame Arzt spielt den Stummen. Unterwegs trifft die Gruppe auf den Schauspieler Johan. Dieser stirbt kurz darauf unvermutet.
Die Gaukler werden an Stockholms Stadtgrenze angehalten und zum Konsul Egerman gebracht. Es heißt, dass Dr. Vogler mit seinem Theater Menschen geheilt habe. Beim Konsul werden sie auch vom Wissenschaftler Dr. Vergerus und dem Polizeichef Starbeck empfangen. Der Konsul hat mit dem Wissenschaftler gewettet: Vergerus glaubt, Vogler sei ein Scharlatan und betrüge die Leute, Konsul Egerman und seine Frau Ottilia glauben hingegen an Voglers heilsame Kräfte. Starbeck, der etwas gegen fahrendes Volk hat, ist auf der Seite des Wissenschaftlers. Er zwingt die Truppe, eine Privatvorstellung für ihn zu geben. Eine erste Kostprobe von Voglers Können wird von Vergerus mit Hohn quittiert.
Der Konsul lässt Vogler und seine Truppe mit Essen versorgen. Auch die Bediensteten des Konsuls haben von den Neuankömmlingen erfahren. Tubal bändelt mit der Köchin Sofia an, Simson mit der Magd Sara. Egermans Frau versucht, Vogler zu verführen.
Am nächsten Morgen bei der Vorstellung stirbt Vogler zum Schein an einem Herzanfall. Doch Vogler ist nicht tot, sondern rächt sich an Vergerus als heimsuchender „Geist“. Nachdem Vergerus die Fassung wiedergewonnen hat, verspottet er Vogler. Starbeck will Vogler aus der Stadt verweisen, doch in diesem Moment trifft eine Eilbotschaft des Königs ein, der um eine Aufführung des „Magnetischen Heiltheaters“ in seiner Residenz bittet. Sara schließt sich Simson zuliebe der Truppe an, wogegen Tubal bei Sofia bleibt.

## Hintergrund
Obwohl Das Gesicht auf einem Originaldrehbuch von Bergman beruhte, meinten Kritiker Parallelen zu G. K. Chestertons Theaterstück Magic zu entdecken, das Bergman 1947 in Göteborg inszeniert hatte.
Das Gesicht entstand zwischen dem 30. Juni und 27. August 1958. Der Film startete am 26. Dezember 1958 in den schwedischen und am 7. Oktober 1960 in den deutschen Kinos.

## Kritiken
„Ein zuweilen romantisch-verspielter, in Stil und Tempo uneinheitlicher Bergman-Film mit theaterhafter Dramaturgie; eines der weniger bedeutenden Werke des Regisseurs“, befand das Lexikon des internationalen Films. Für Ulrich Behrens von filmzentrale.com war Das Gesicht wiederum „[e]in außergewöhnlicher Bergman-Film, einer der bereits den Übergang verkündet zu seinen späteren Filmen, einer, in dem Bergman die Kunst und die Künstler – welcher Art auch immer – verteidigt und vor dem Zugriff einer verrückt gewordenen rationalistischen Welt filmisch ‚schützt‘“. Der Evangelische Filmbeobachter bezeichnete den Film als „düstere Groteske, deren Mehrdeutigkeit viele Betrachter vermutlich ratlos läßt“. Er sei für Interessierte „des um den Sinn des Lebens grübelnden schwedischen Regisseur Ingmar Bergman ein interessantes Beispiel seiner Filmkunst“.

## Auszeichnungen
- 1959: Spezialpreis der Jury für Ingmar Bergman bei den Internationalen Filmfestspielen von Venedig